# Tobi Adewole
Oluwatobiloba A. Adewole (* 14. Oktober 1995 in Cheverly, Prince George’s County, Maryland), kurz genannt Tobi Adewole, ist ein US-amerikanisch-nigerianischer Fußballspieler.

## Karriere
Adewole spielte in seiner Jugend für verschiedene lokale Mannschaften des Großraums von Washington, D.C. in Maryland, wie dem Olney BGC, dem Bethesda SC, dem Potomac SC und der Bullis School. Ab 2013 studierte er Wirtschaftswissenschaften an der George Washington University in Washington, D.C. und lief für die GWU Colonials auf, wurde 2016 kurzzeitig an Jersey Express SC (Springfield, New Jersey) in der viertklassigen USL League Two verliehen. 
2017  wurde Adewole nach einem Probetraining vom zweitklassigen USL-Team Pittsburgh Riverhounds verpflichtet. Die Hoffnung auf eine Nominierung für die Nationalmannschaft Nigerias erfüllte sich in dieser Zeit nicht. Nach drei Jahren  in Pittsburgh wechselte er 2020 zum Saint Louis FC, verließ den Klub aber nach einer Saison wieder, nun zu Phoenix Rising. Im September 2021 wechselte Adewole erneut innerhalb der USL zu Indy Eleven in Indianapolis. Dort endete sein Vertrag nach wenigen Monaten, sodass er bis April 2022 vereinslos war. Anschließend nahmen ihn die Colorado Springs Switchbacks bis zum Sommer unter Vertrag. 
Zur Saison 2022/23 ging Adewole nach Deutschland in die Regionalliga Südwest, wo er sich Rot-Weiß Koblenz anschloss und Stammspieler war, am Saisonende jedoch mit der Mannschaft abstieg. Im darauffolgenden Sommer verpflichtete ihn der vorpommersche Regionalligist Greifswalder FC für die Saison 2023/24, in der Adewole mit den Hansestädtern Vizemeister wurde und knapp den Aufstieg in die 3. Liga verpasste.
Seit März 2025 steht er beim Westchester Soccer Club (Westchester County, NY) in der drittklassigen USL League One unter Vertrag.  

## Erfolge
- Rheinlandpokal: 2023 mit Rot-Weiß Koblenz
- Mecklenburg-Vorpommern-Pokal: 2024 mit Greifswalder FC

## Privat
Adewole ist Sohn von nigerianischen Einwanderern, die als IT-Techniker und Krankenschwester zum Arbeiten nach Washington, D.C. kamen. Sie gehören dem westafrikanischen Volk der Yoruba an. Er hat zwei Geschwister, einen Bruder und eine Schwester.